# Susana Estrada
Pour les articles homonymes, voir Estrada.
Susana Estrada (née le 18 juin 1949 à Gijón dans les Asturies en Espagne) est une actrice espagnole.